# Proteste gegen den Bau der Dakota Access Pipeline

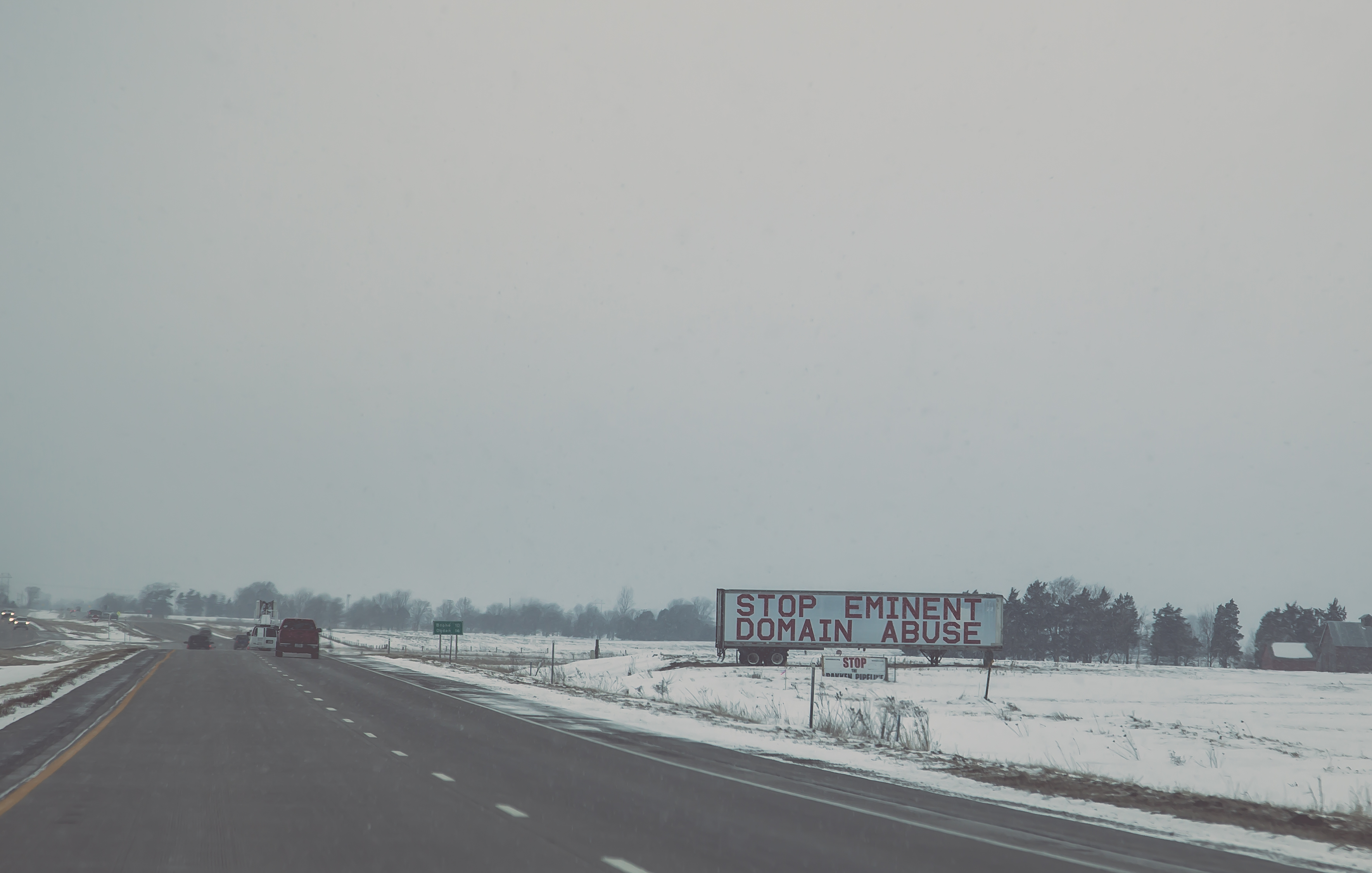
Protestschild bei Ames, Iowa im Januar 2016: Stop Eminent Domain Abuse

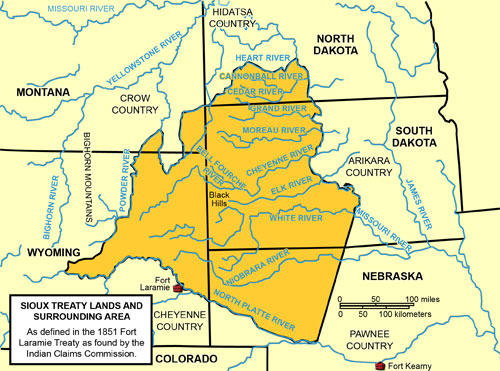
Der Vertrag von Fort Laramie 1851 legte das Sioux-Territorium vertraglich fest. Nach diesem Vertrag verläuft die Pipeline innerhalb der Grenzen der Great Sioux Nation, da der Heart River und nicht der Cannonball River dessen nördliche Grenze bildet. Die Indian Claims Commission hat diese Grenzen bestätigt

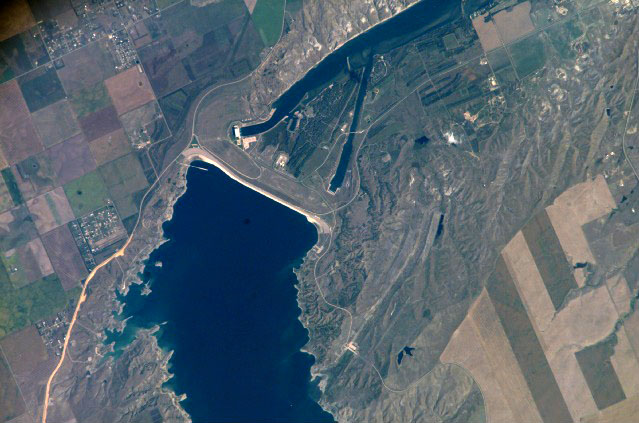
Staudamm und -see Oahe in der Nähe von Pierre South Dakota, aufgenommen von der internationalen Raumstation ISS. Der Staudamm überflutete Teile der Cheyenne River- und der Standing Rock-Indian Reservation sowie des Fort Berthold-Indianerreservat

Die Proteste gegen den Bau der Dakota Access-Pipeline waren eine der größten Umweltbewegungen der 2000er-Jahre in den Vereinigten Staaten. Sie richteten sich gegen den Bau der Dakota Access Pipeline (abgekürzt DAPL, auf Lakota Zuzeca Sape ‚Schwarze Schlange‘) und führten unter anderem zur größten Zusammenkunft von „Native Americans“ (auch „Indianer Nordamerikas“) seit 1920. Von August bis Anfang Dezember 2016 nahmen die Polizeibehörden 575 Menschen rund um das Protestcamp und in Bismarck, der Hauptstadt des Bundesstaates North Dakota, fest. Dies brachte das lokale Justiz- und Gerichtswesen an seine Grenzen. Die Proteste standen unter dem Motto Mni wiconi ‚Wasser ist Leben‘.

## National

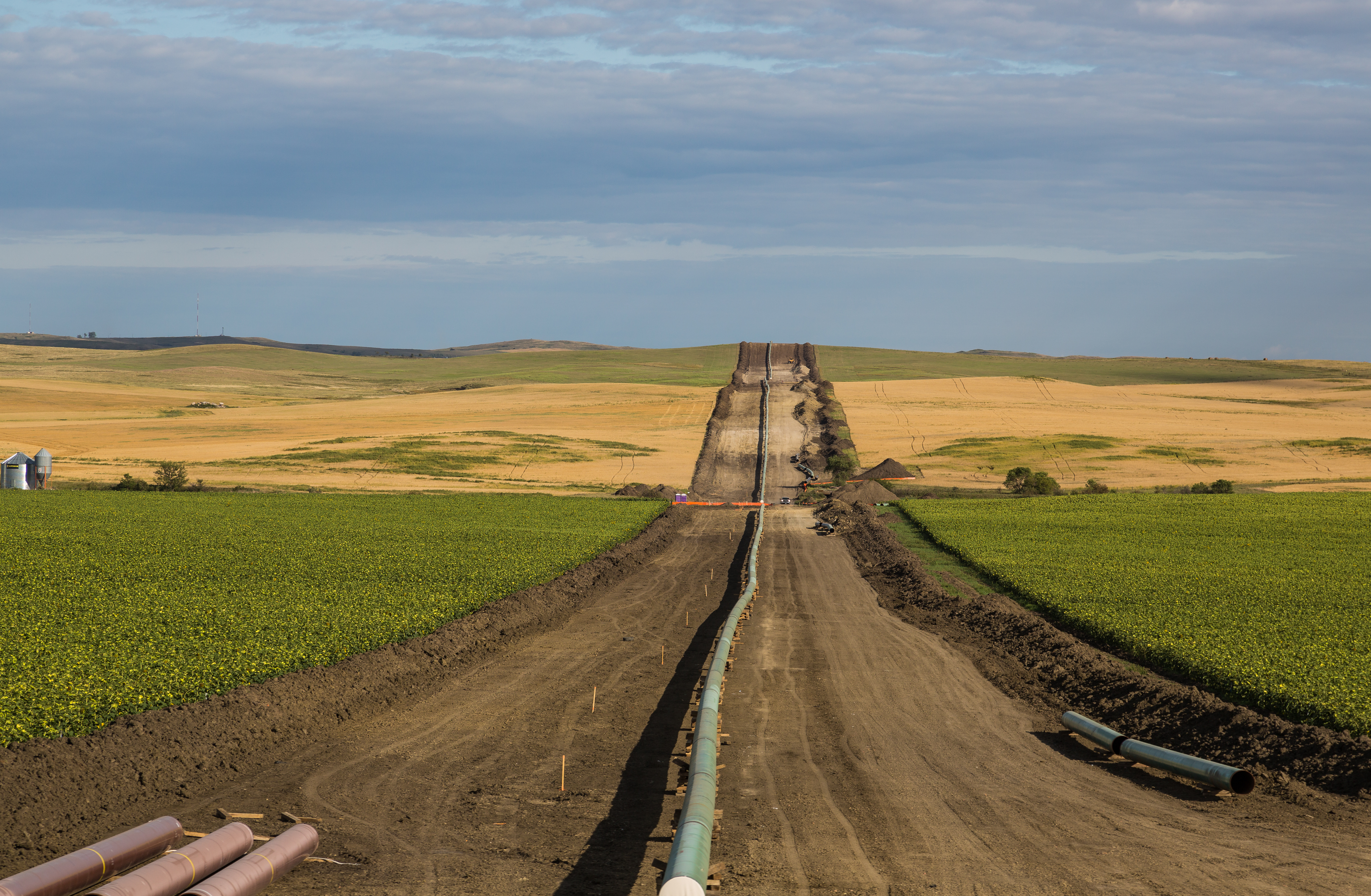
Bau der Dakota Access an der 50th Avenue bei New Salem, (Nord-Dakota)

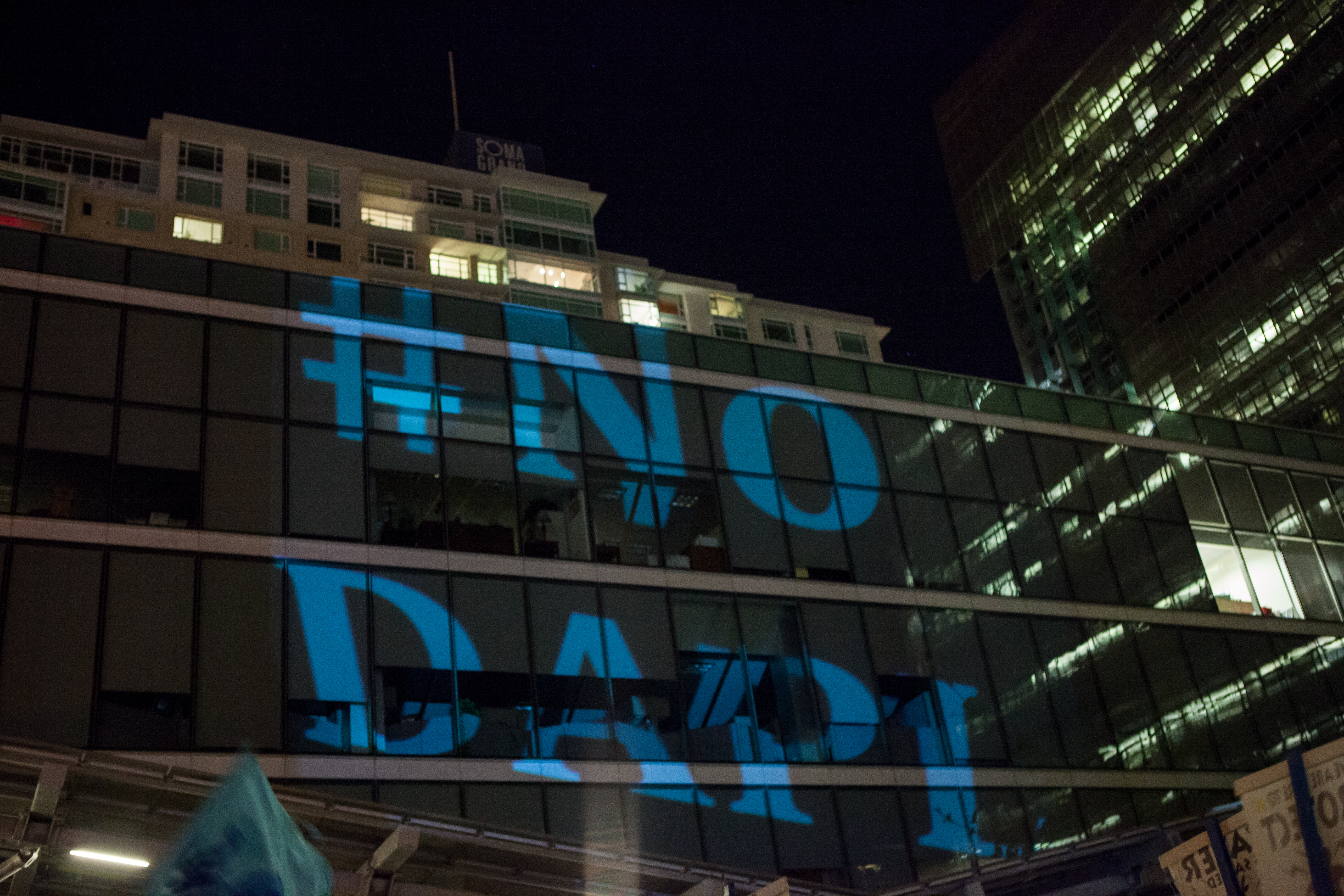
26. Januar 2017: Projektion des Protest-Hashtags #NODAPL auf einem Gebäude in San Francisco

Nach Bekanntwerden der Pläne zum Pipeline-Bau bildete sich in den gesamten Vereinigten Staaten eine Bewegung gegen das Projekt. Sie wurde stark von den direkt betroffenen Native Americans getragen, darüber hinaus solidarisierten sich Naturschutzorganisationen und eine Reihe zivilgesellschaftlicher Bewegungen landesweit mit dem Protest; er wurde auch von Native Americans aus Südamerika unterstützt, Kichwa aus Sarayacu am ecuadorianischen Amazonas-Abschnitt, die dort Widerstand leisten gegen die von der ecuadorianischen Regierung beschlossene Erschließung des den Kichwa gehörenden tropischen Regenwalds für die Erdölförderung durch den argentinischen Erdölkonzern Compañía General de Combustibles (CGC).
Viele Gegner sehen den Bau der DAPL im Widerspruch zu einer zukünftigen Energiepolitik, die dem Klimaschutz wirklich Rechnung trägt. Zudem sehen Nichtregierungsorganisationen in dem Bau eine weitere Missachtung der Rechte der angestammten Bewohner. Die Sioux der Standing Rock Reservation wehren sich gegen den Bau der Pipeline über Grabstätten und heiligem Land ihrer Vorfahren und die Gefährdung ihrer Wasserversorgung. Dabei berufen sie sich auf den Vertrag von Fort Laramie 1851: Nach ihm bildet der Heart River und nicht der Cannon Ball River die nördliche Grenze der Great Sioux Nation (dt. Große Sioux-Nation, Seven Council Fire, „Sieben-Räte-Feuer“) und damit der Standing Rock Reservation, und danach befindet sich die Pipeline auf Indianergebiet. Auch darf man nicht vergessen, dass dies nicht das erste Projekt war, welches die U.S. Army Corps of Engineers über die Köpfe der Indianer hinweg entschieden und durchgeführt haben: In den 50ern und 60ern wurden durch das Pick–Sloan Missouri Basin Programm die fruchtbarsten Teile von Standing Rock überschwemmt. Der Lake Oahe entstand und die Wirtschaft und Kultur der Bewohner änderte sich dramatisch. Dem Reservat wurde durch den Bau des Damms die wirtschaftliche Grundlage entzogen. Zudem hat die Protestbewegung globalisierungs- und kapitalismuskritische Züge und setzt sich für Umweltgerechtigkeit ein: Der Profit der Unternehmen soll nicht auf Kosten funktionierender Ökosysteme und deren Leistungen für die Allgemeinheit gehen.
Immer wieder gab es Besetzungen von Baugeräten. Am 3. September 2016 kam es zu einer Auseinandersetzung, bei der private Wachleute des Bauunternehmens Pfefferspray und Hunde gegen Demonstranten einsetzten. Der republikanische Gouverneur von North Dakota, Jack Dalrymple, aktivierte am selben Tag die Nationalgarde der Vereinigten Staaten.
Nach dem durch Medienberichte in nationalen Netzwerken einer breiten Öffentlichkeit bekanntgewordenen Zwischenfall kam es in den ganzen USA zu Protestkundgebungen. Demonstranten forderten einen Baustopp vor der Westminster Cathedral und dem Weißen Haus.
Am 13. September 2016 wurden an einem weiteren Bauabschnitt in North Dakota über 20 Aktivisten bei einer Protestaktion verhaftet.
Am 10. Oktober 2016 wurden 28 Teilnehmer einer friedlichen Protest-Demonstration in Fort Yates in North Dakota in der Standing Rock Sioux Reservation wegen unbefugten Betretens festgenommen, darunter die US-Schauspielerin Shailene Woodley.
Am 13. Oktober 2016 richtete Bernie Sanders mit vier weiteren Senatoren einen dringenden Brief an Präsident Obama mit der Bitte, die weitere Projektierung und den Bau der Dakota Access Pipeline zu stoppen.
Am 21. November 2016 wurden bei Auseinandersetzungen zwischen Demonstranten und der Polizei 167 Menschen verletzt.
Es wurde weiter gegen und vor Banken protestiert, welche die Pipeline finanzieren, am 1. Dezember 2016 kam es z. B. zu weiteren Protesten von Native Americans; kurz darauf wurde der Bau der Verbindungspipeline durch Präsident Barack Obama gestoppt.

### „Red Warrior Camp“

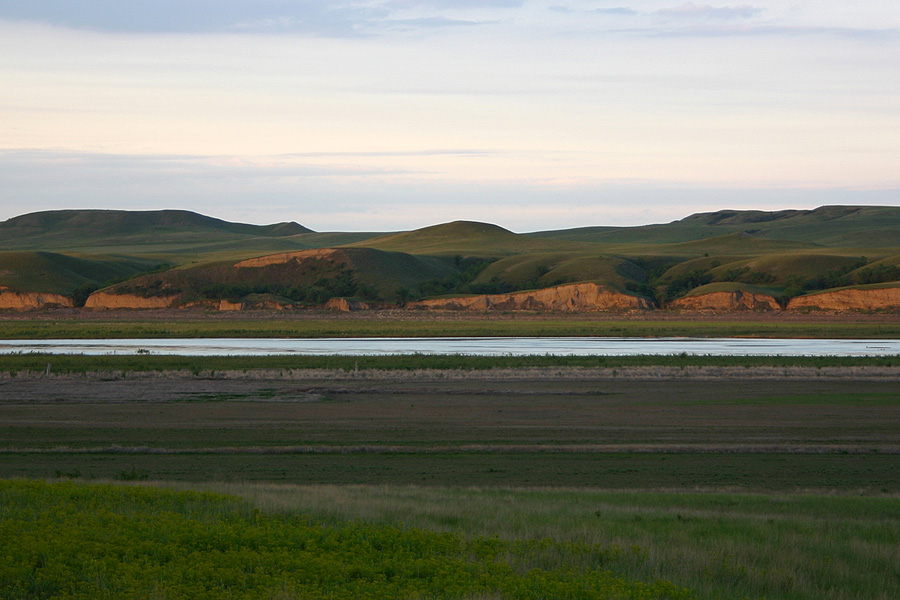
Der Cannonball River bildet die nördliche Grenze der Standing Rock Reservation und versorgt viele Gemeinden innerhalb und außerhalb des Reservats mit Trinkwasser

Das letzte Stück der Pipeline muss den Lake Oahe am nördlichen Rand der Standing Rock Reservation unterqueren; die hier ansässigen Sioux befürchten größere Wasserverschmutzungen durch die Pipeline.
Am 1. April 2016 wurde zunächst ein Camp mit Namen Iŋyaŋ Wakháŋagapi Othí englisch Sacred Stone Camp deutsch übersetzt mit Heiliger-Stein-Camp errichtet, um sich dem Weiterbau der Dakota-Zugangspipeline zu widersetzen. Bis Mitte August 2016 wurden zusätzlich das Sicangu Camp englisch Rosebud Camp sowie das Oceti Sakowin Camp englisch übersetzt Seven Fires Council für den Widerstand eingerichtet. Ab Ende August 2016 kamen immer mehr Menschen in das Gebiet von Cannon Ball südlich von Bismarck, um den Kampf der Standing Rock Sioux Nation gegen die Pipeline zu unterstützen; über 100 Stämme errichteten eine der größten Zusammenkünfte nordamerikanischer Indianer in der Geschichte des Landes, im September 2016 lebten rund 3.000 Menschen im „Red Warrior Camp“ („Rotes Krieger-Lager“, an anderem Ort auch „Standing Rock“, „stehender Fels“) am Zusammenfluss der Flüsse Missouri und Cannonball River (der Missouri bildet die östliche Grenze der Standing Rock Reservation). Das Camp arbeitet seitdem selbstorganisiert und besitzt ein Lazarett, eine Rechtsvertretung sowie eine Radiostation. Eine Schule für die Kinder soll ebenfalls gebaut werden. Nach den Auseinandersetzungen mit Sicherheitsleuten entsandte Amnesty International Beobachter in das Camp. Im Februar 2017 wird von 6.000 Menschen im Camp berichtet; Veteranen der US-Armee sind dazugestoßen, um einen Puffer zwischen den militärisch auftretenden und ausgerüsteten Polizeikräften und den Camp-Bewohnern und Protestierenden bilden zu können.
Nachdem eine von den Behörden gesetzte Frist verstrichen war, wurde das Protestcamp gegen Ende Februar 2017 geräumt und zerstört, dabei wurden zehn Personen verhaftet.
Nach „geleakten“ Dokumenten, die dem Webmagazin The Intercept zugespielt wurden, war an der Auflösung des Camps und der Niederschlagung der Proteste im Rahmen eines „Public-Private-Partnership“ (PPP) auch die private „Sicherheitsfirma“ TigerSwan beteiligt, engagiert vom Bauherr der DAP, der Fa. Energy Transfer Partners.

### Nach dem Weiterbau
Am 10. März 2017 zogen tausende Native Americans in einem Native Nations Rise march (dt. „Die-Native-Nations-erheben-sich-Marsch“) teils mit Tipis zum Protest vor das Trump International Hotel in Washington, D.C., vom 7. bis 10. März kampierten sie teilweise im Washington Monument State Park in Sichtweite des Weißen Hauses.

## Global

### Divestment
Am 6. September 2016 veröffentlichte die Organisation Food and water watch eine umfangreiche Liste mit Banken, die den Bau der Pipeline finanzierten. Unter Koordination von BankTrack wurden die finanzierenden Banken Mitte November mit einem von weltweit ca. 500 Organisationen unterschriebenen offenen Brief schriftlich kontaktiert: Sein Wortlaut sowie die Antworten einiger Banken sind bei BankTrack veröffentlicht In Europa fiel die Bayerische Landesbank („Bayern LB“) durch die Zahlung von 120 Millionen Euro auf.
Am 21. November 2016 gab Norwegens größte Bank DNB dem öffentlichen Druck nach und verkaufte ihre Beteiligungen an Unternehmen, die an der im Bau befindlichen Dakota Access Pipeline in den USA beteiligt sind; Ende Februar 2017 teilte die Bayrische Landesbank („Bayern LB“) mit, sich aus der Finanzierung der Dakota Access zurückziehen.
Zwischen Dezember 2016 und Februar 2017 unterzeichneten zusammen mehr als eine Million Menschen weltweit zuletzt sieben verschiedene Petitionen zum Stopp der Finanzierung der DAPL durch die entsprechenden Banken und gegen die Unternehmen dahinter.

## Dezember 2016: Baustopp
Das Justizministerium der Vereinigten Staaten, das United States Department of the Army und das Innenministerium veröffentlichten am 9. September 2016 eine gemeinsame Erklärung, dass der Bau nicht genehmigt werden soll.
Am 4. Dezember 2016 zog das „US-Army Corps of Engineers“ seine Genehmigung für den Bau einer Schlüsselstelle der Pipeline zurück. Damit wurde der Bau der DAPL nördlich der Standing Rock Sioux Reservation vorläufig gestoppt: Im „Red-Warrior-Protestcamp“ lebten zeitweise tausende Gegner, die meisten Native Americans unterschiedlicher Stämme.

## Februar 2017: Weiterbau unter Donald Trump

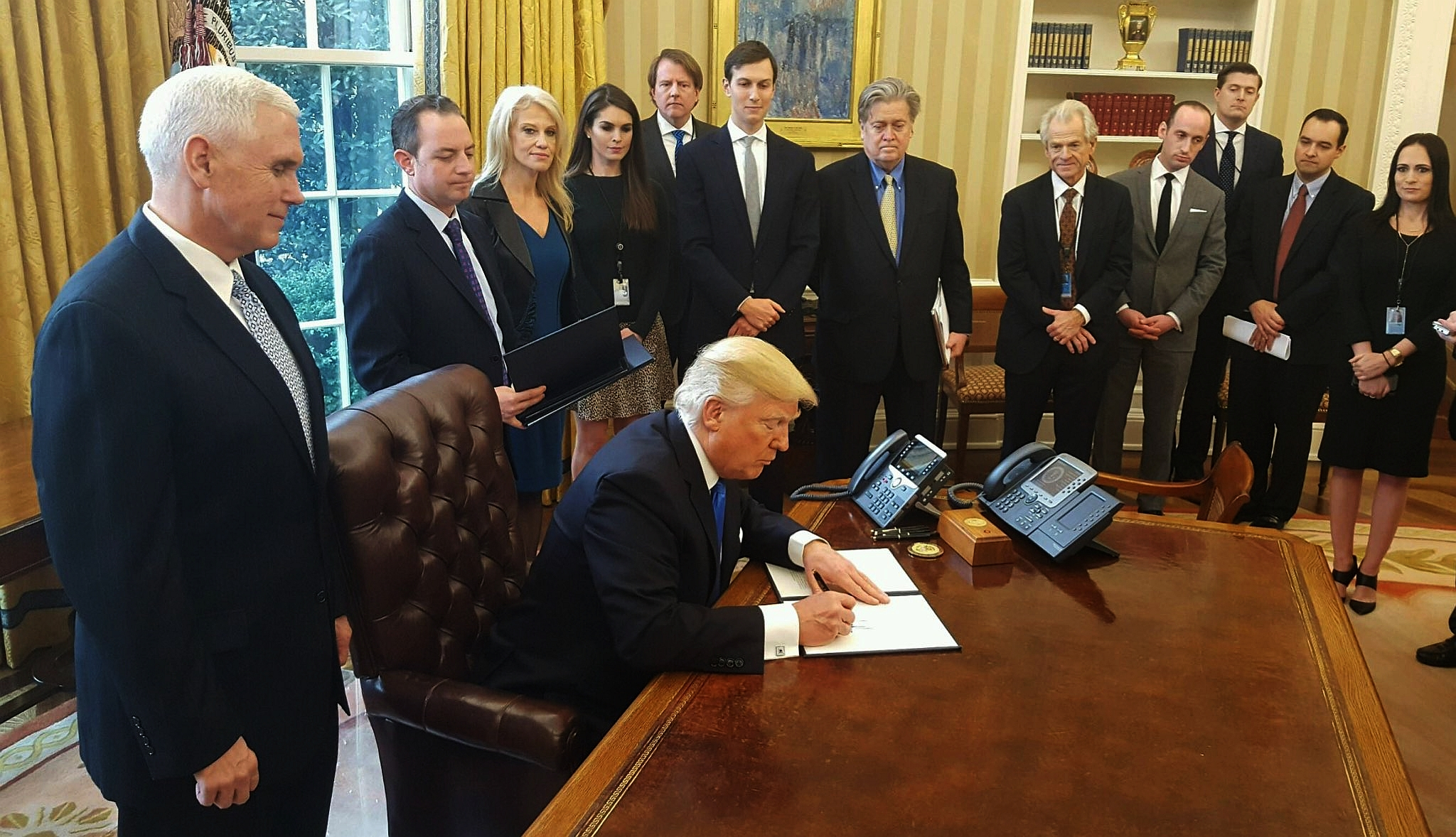
24. Januar 2017: D. Trump unterzeichnet im Beisein von seinem Beraterteam und Vizepräsident Pence (ganz links) das Dekret zum Weiterbau der Pipelines Dakota Access und Keystone XL

Der neue US-Präsident Trump plädierte für die Fertigstellung des Projekts „im Interesse aller Amerikaner“: Am zweiten Tag nach seiner Amtseinführung hob er per Dekret die Entscheidung des „Army Corps of Engineers“ auf und ordnete so den Weiterbau an. In der Vergangenheit besaß Trump Anteile an Energy Transfer Partners und Phillips 66.
Am 8. Februar 2017 genehmigte die Bauingenieurs-Abteilung der US-Armee den letzten Bauabschnitt der Pipeline auf staatseigenem Gebiet unter Nutzung der Armee. Das letzte Verbindungsstück zwischen der im Norden und Süden fertiggestellten Pipeline soll binnen drei Monaten gebaut werden.

## Juristische Interventionen
Nachdem die US-Armee den Bau des letzten Abschnitts am 8. Februar 2017 freigegeben hatte, reichten die Sioux vor einem Bundesgericht in Washington Klage ein, ein weiterer Stamm will ebenfalls den Rechtsweg beschreiten.
Am 14. Februar 2017 lehnte das Bundesgericht in Washington einen Baustopp mit der Begründung ab, dass eine leere Pipeline noch keine Wassergefährdung darstelle. Der zuständige Richter kündigte jedoch ein vertieftes Hearing für den 27. Februar an. Ein weiterer Eilantrag auf einen vorläufigen Baustopp wurde Mitte März 2017 von einem Bundes-Berufungsgericht wiederum aus formalen Gründen verworfen.

## Rezeption
Paris Jackson, die Tochter von Michael Jackson, nutzte die Bühne der Grammy Awards 2017 am 12. Februar 2017 in Los Angeles, um den Protest gegen den Weiterbau der Dakota Access („#nodapl“) zu teilen.
Ein Foto von Amber Bracken namens „Standing Rock“ erhielt in der Kategorie „Contemporary Issues, Stories“ („Zeitgenössische Angelegenheiten, Geschichten“) den ersten Preis im World Press Photo Wettbewerb 2017: Es zeigt gegen in Morton County campierende Demonstranten anrückende Polizisten.